# Bersteland
Bersteland ist eine Gemeinde im Landkreis Dahme-Spreewald in Brandenburg. Sie wird vom Amt Unterspreewald mit Sitz in der Stadt Golßen verwaltet.

## Geografie
Die Gemeinde Bersteland liegt im Nordwesten der Niederlausitz, rund zehn Kilometer westlich der Kreisstadt Lübben (Spreewald). Sie grenzt im Norden an Schönwald, im Osten an Lübben, im Süden an Luckau und Kasel-Golzig sowie im Westen an Golßen. Der Fluss Berste, der südlich von Luckau entspringt und in Bersteland in Richtung Osten abbiegt, mündet wenige Kilometer weiter in Lübben in die Spree.
Der höchste Punkt im Gemeindegebiet liegt südwestlich von Niewitz auf 85 m ü. NHN.

## Gemeindegliederung
Bersteland besteht aus den Ortsteilen Freiwalde, Niewitz und Reichwalde sowie dem bewohnten Gemeindeteil Rickshausen.

## Geschichte
Freiwalde und Niewitz gehörten seit 1816 zum Kreis Lübben (Spreewald) in der Provinz Brandenburg und ab 1952 zum Kreis Lübben im DDR-Bezirk Cottbus. Reichwalde im Kreis Luckau der Provinz Brandenburg wurde 1952 Teil des Kreises Luckau, ebenfalls im Bezirk Cottbus. Nach der Wiedervereinigung und der Gebietsreform in Brandenburg am 6. Dezember 1993 kamen alle drei Gemeinden zum Landkreis Dahme-Spreewald. Bereits 1992 hatten sich Freiwalde, Niewitz und Reichwalde zur Erledigung ihrer Verwaltungsgeschäfte dem Amt Unterspreewald angeschlossen.
Die Gemeinde Bersteland entstand am 1. Februar 2002 im Vorfeld der Gemeindereform in Brandenburg aus dem freiwilligen Zusammenschluss der bis dahin selbstständigen Gemeinden und heutigen Ortsteile Freiwalde, Niewitz und Reichwalde.

## Bevölkerungsentwicklung
| Jahr | Freiwalde | Niewitz | Reichwalde |      | Jahr | Bersteland |
| ---- | --------- | ------- | ---------- | ---- | ---- | ---------- |
| 1875 | 353       | 573     | 330        | 2002 | 911  |            |
| 1910 | 381       | 558     | 320        | 2005 | 934  |            |
| 1939 | 366       | 476     | 259        | 2010 | 925  |            |
| 1946 | 468       | 642     | 361        | 2015 | 896  |            |
| 1950 | 415       | 566     | 217        | 2020 | 889  |            |
| 1971 | 277       | 429     | 230        | 2021 | 878  |            |
| 1990 | 291       | 405     | 174        | 2022 | 840  |            |
| 1995 | 284       | 368     | 182        | 2023 | 854  |            |
| 2000 | 357       | 390     | 182        | 2024 | 846  |            |
| 2001 | 348       | 397     | 185        |      |      |            |

Gebietsstand des jeweiligen Jahres, Einwohnerzahl: Stand 31. Dezember, ab 2011 auf Basis des Zensus 2011, ab 2022 auf Basis des Zensus 2022 

## Politik

### Gemeindevertretung
Die Gemeindevertretung von Bersteland besteht aus zehn Gemeindevertretern und der ehrenamtlichen Bürgermeisterin. Die Kommunalwahl am 9. Juni 2024 führte bei einer Wahlbeteiligung von 77,9 % zu folgendem Ergebnis:
| Partei / Wählergruppe               | Stimmenanteil | Sitze |
| ----------------------------------- | ------------- | ----- |
| Sport- und Freizeitverein Freiwalde | 38,0 %        | 4     |
| Wählergruppe in Niewitz             | 33,3 %        | 3     |
| Wählergruppe Reichwalde             | 23,7 %        | 2     |
| Einzelbewerber Ronny Jende          | 05,0 %        | 1     |

### Bürgermeister
- 2003–2024: Manfred Mietusch (CDU)[8]
- seit 2024: Manuela Paulick (Wählergruppe in Niewitz)

Paulick wurde bei der Bürgermeisterstichwahl am 30. Juni 2024 mit 56,5 % der gültigen Stimmen für eine Amtszeit von fünf Jahren gewählt.

## Sehenswürdigkeiten

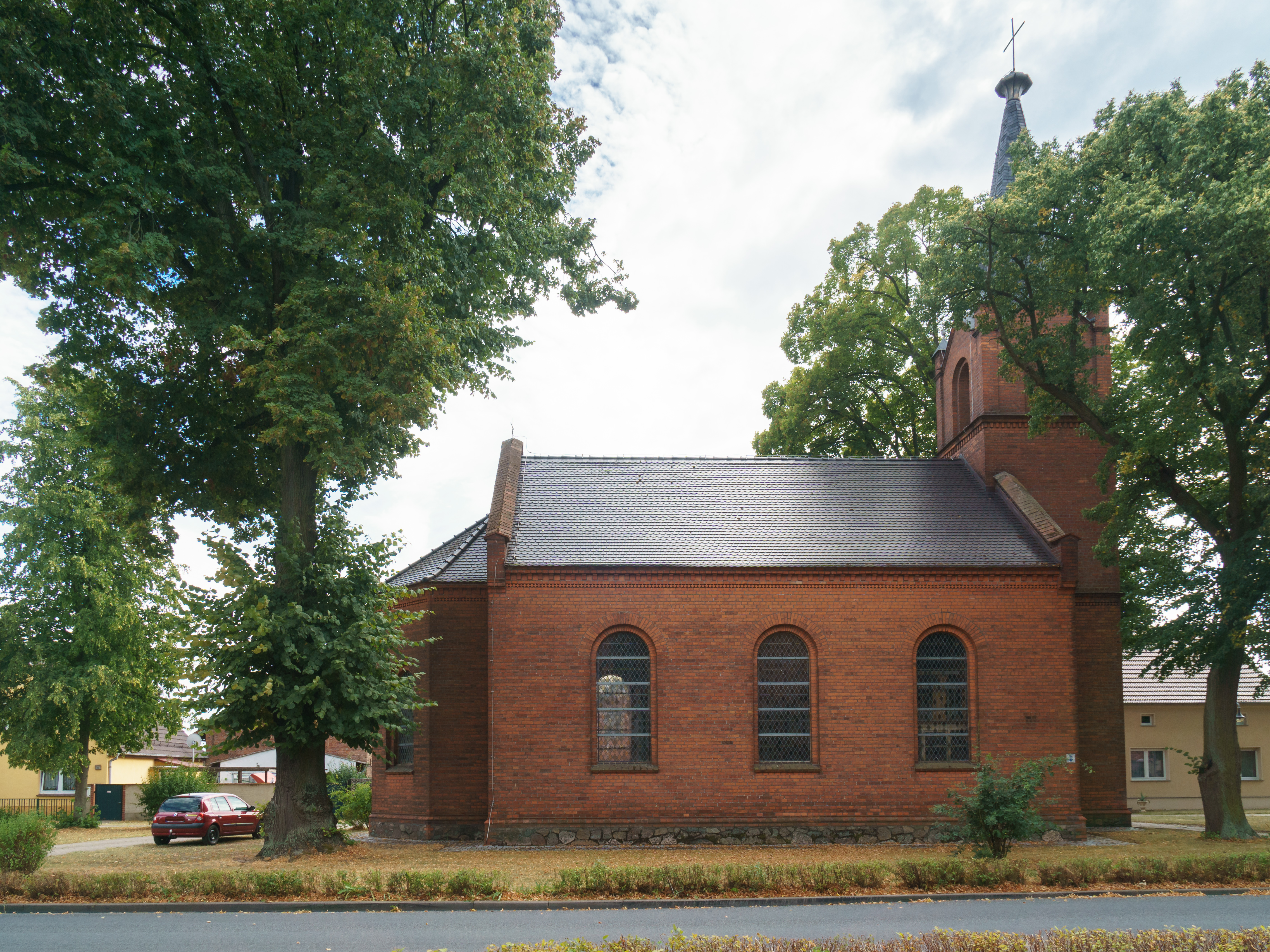
Dorfkirche Freiwalde

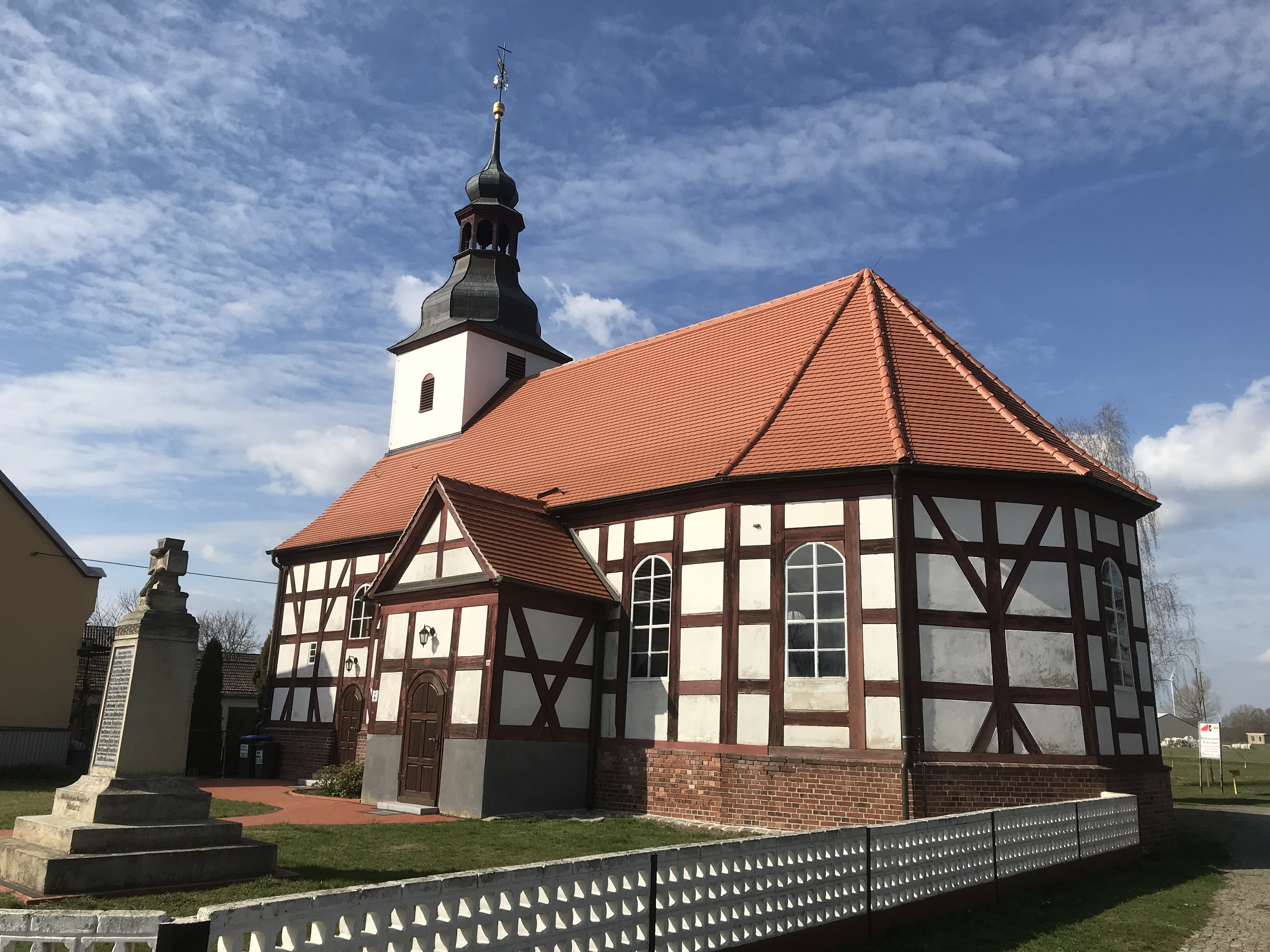
Dorfkirche Niewitz

In der Liste der Baudenkmale in Bersteland und in der Liste der Bodendenkmale in Bersteland stehen die in der Denkmalliste des Landes Brandenburg eingetragenen Denkmale.
- Dorfkirche Freiwalde, wurde im September 1871 eingeweiht.
- Dorfkirche Niewitz, entstand in der Zeit um 1770. Zur Kirchenausstattung gehört unter anderem ein Kanzelaltar aus dem Ende des 17. Jahrhunderts.
- ehemalige Wassermühle im Ortsteil Reichwalde
- Dorfkern im Ortsteil Reichwalde
- Bauernstube am Sandberg im Ortsteil Freiwalde
- Fachwerkgehöft in der Dorfstraße 12 im Ortsteil Freiwalde

## Wirtschaft und Infrastruktur

### Verkehr
Die Gemeinde liegt an der Bundesstraße 115 (Jüterbog–Lübben). Durch das Gemeindegebiet führt die Bundesautobahn 13 (Berlin–Dresden), die an der Anschlussstelle Freiwalde die B 115 kreuzt. Die Landesstraße L 71, die ebenfalls das Gemeindegebiet durchquert, verbindet Kasel-Golzig (Ortsteil Schiebsdorf) und Leibsch an der B 179.
Der nächstgelegenen Bahnhöfe sind Schönwalde (Spreewald) in Schönwalde und Lubolz an der Bahnstrecke Berlin–Cottbus. Sie werden von den Regional-Express-Linien RE 2 (Nauen–Berlin–Cottbus) und RE 7 (Dessau–Berlin–Senftenberg) bedient.

### Unternehmen

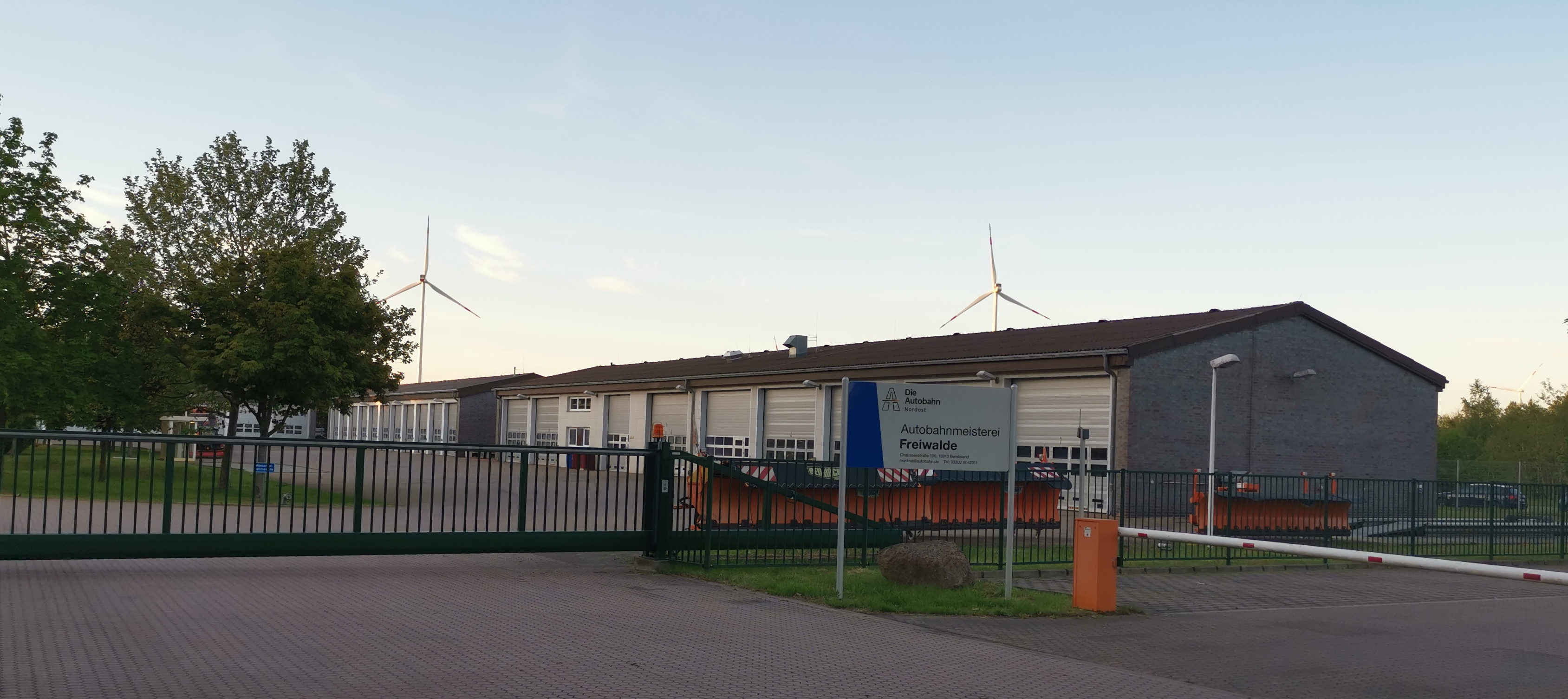
Autobahnmeisterei Freiwalde

Im Ortsteil Freiwalde befindet sich unmittelbar an der Bundesautobahn 13 ein großes Gewerbegebiet. Ansässige Unternehmen sind unter anderem die Doosan Logistics Europe GmbH, der Fertighaushersteller Kampa sowie der Maschinenbauer Hansa-Flex. Die Autobahn GmbH des Bundes unterhält in Freiwalde eine Autobahnmeisterei. In Niewitz wird in einem ehemaligen Hotel eine Privatklinik betrieben. Direkt neben der Klinik befindet sich – öffentlich zugänglich – eine Supercharger-Ladestation des Autoanbieters Tesla.